# Marcos Baghdatis
Marcos Baghdatis (sinh ngày 17 tháng 6 năm 1985) là cựu vận động viên quần vợt chuyên nghiệp người đảo Síp. Anh nổi lên từ khi lọt vào trận chung kết Giải quần vợt Úc Mở rộng 2006 với lối đánh mạnh mẽ và bền bỉ. Baghdatis được người hâm mộ tại quê nhà gọi là "Hoàng tử đảo Síp". Anh từng đạt đến hạng 8 thế giới.

## Chung kết Grand Slam

### Đơn: 1 (1 á quân)
| Kết quả | Năm  | Giải đấu        | Mặt sân | Đối thủ       | Tỷ số              |
| ------- | ---- | --------------- | ------- | ------------- | ------------------ |
| Á quân  | 2006 | Australian Open | Cứng    | Roger Federer | 7–5, 5–7, 0–6, 2–6 |

## Các trận chung kết

### Đơn: 14 (4 vô địch, 10 á quân)
| Giải đấu                          |
| --------------------------------- |
| Grand Slam tournaments (0–1)      |
| ATP World Tour Finals (0–0)       |
| ATP World Tour Masters 1000 (0–0) |
| ATP World Tour 500 Series (0–2)   |
| ATP World Tour 250 Series (4–7)   |

| Mặt sân       |
| ------------- |
| Cứng (3–8)    |
| Đất nện (0–0) |
| Cỏ (0–1)      |
| Thảm (1–1)    |

| Kiểu sân         |
| ---------------- |
| Ngoài trời (2–6) |
| Trong nhà (2–4)  |

| Kết quả | Thắng-Thua | Ngày          | Giải đấu                               | Cấp độ        | Mặt sân  | Đối thủ           | Tỷ số                     |
| ------- | ---------- | ------------- | -------------------------------------- | ------------- | -------- | ----------------- | ------------------------- |
| Á quân  | 0–1        | Th10 năm 2005 | Swiss Indoors, Basel, Thụy Sĩ          | International | Thảm (i) | Fernando González | 7–6(12–10), 3–6, 5–7, 4–6 |
| Á quân  | 0–2        | Th1 năm 2006  | Australian Open, Melbourne, Úc         | Grand Slam    | Cứng     | Roger Federer     | 7–5, 5–7, 0–6, 2–6        |
| Vô địch | 1–2        | Th9 năm 2006  | China Open, Beijing, Trung Quốc        | International | Cứng     | Mario Ančić       | 6–4, 6–0                  |
| Vô địch | 2–2        | Th2 năm 2007  | Zagreb Indoors, Croatia                | International | Thảm (i) | Ivan Ljubičić     | 7–6(7–4), 4–6, 6–4        |
| Á quân  | 2–3        | Th2 năm 2007  | Open 13, Marseilles, Pháp              | International | Cứng (i) | Gilles Simon      | 4–6, 6–7(3–7)             |
| Á quân  | 2–4        | Th6 năm 2007  | Halle Open, Đức                        | International | Cỏ       | Tomáš Berdych     | 5–7, 4–6                  |
| Vô địch | 3–4        | Th10 năm 2009 | Stockholm Open, Thụy Điển              | 250 Series    | Cứng (i) | Olivier Rochus    | 6–1, 7–5                  |
| Vô địch | 4–4        | Th1 năm 2010  | Sydney International, Úc               | 250 Series    | Cứng     | Richard Gasquet   | 6–4, 7–6(7–2)             |
| Á quân  | 4–5        | Th8 năm 2010  | Washington Open, Mỹ                    | 500 Series    | Cứng     | David Nalbandian  | 2–6, 6–7(4–7)             |
| Á quân  | 4–6        | Th10 năm 2010 | Kremlin Cup, Moscow, Nga               | 250 Series    | Cứng (i) | Viktor Troicki    | 6–3, 4–6, 3–6             |
| Á quân  | 4–7        | Th10 năm 2011 | Malaysian Open, Kuala Lumpur, Malaysia | 250 Series    | Cứng (i) | Janko Tipsarević  | 4–6, 5–7                  |
| Á quân  | 4–8        | Th8 năm 2015  | Atlanta Open, Mỹ                       | 250 Series    | Cứng     | John Isner        | 3–6, 3–6                  |
| Á quân  | 4–9        | Th2 năm 2016  | Dubai Tennis Championships, UAE        | 500 Series    | Cứng     | Stan Wawrinka     | 4–6, 6–7(13–15)           |
| Á quân  | 4–10       | Th10 năm 2017 | Chengdu Open, Trung Quốc               | 250 Series    | Cứng     | Denis Istomin     | 2–3 chấn thương           |

### Đôi: 3 (1 vô địch, 2 á quân)
| Giải đấu                          |
| --------------------------------- |
| Grand Slam tournaments (0–0)      |
| ATP World Tour Finals (0–0)       |
| ATP World Tour Masters 1000 (0–0) |
| ATP World Tour 500 Series (0–0)   |
| ATP World Tour 250 Series (1–2)   |

| Mặt sân       |
| ------------- |
| Cứng (1–1)    |
| Đất nện (0–1) |
| Cỏ (0–0)      |
| Thảm (0–0)    |

| Kiểu sân         |
| ---------------- |
| Ngoài trời (0–2) |
| Trong nhà (1–0)  |

| Kết quả | Thắng-Thua | Ngày             | Giải đấu                            | Cấp độ        | Mặt sân  | Đồng đội        | Đối thủ                               | Tỷ số    |
| ------- | ---------- | ---------------- | ----------------------------------- | ------------- | -------- | --------------- | ------------------------------------- | -------- |
| Á quân  | 0–1        | Th1 năm 2008     | Chennai Open, Ấn Độ                 | International | Cứng     | Marc Gicquel    | Sanchai Ratiwatana Sonchat Ratiwatana | 4–6, 5–7 |
| Vô địch | 1–1        | Th2 năm 2012     | Zagreb Indoors, Croatia             | 250 Series    | Cứng (i) | Mikhail Youzhny | Ivan Dodig Mate Pavić                 | 6–2, 6–2 |
| Á quân  | 1–2        | tháng 5 năm 2013 | Bavarian Championships, Munich, Đức | 250 Series    | Đất nện  | Eric Butorac    | Jarkko Nieminen Dmitry Tursunov       | 1–6, 4–6 |